# Igor Cukrov
Igor Cukrov (né le 6 juin 1984) est un chanteur croate.

## Eurovision 2009
Il représente la Croatie en duo avec Andrea Šušnjara lors de la seconde demi-finale du Concours Eurovision de la chanson 2009 à Moscou, le 14 mai 2009, avec la chanson "Lijepa Tena" (Belle Tena). Qualifié en finale, il finit en 18e position.

## Discographie

### Albums
- 2009: Album d'"Operacija trijumf"

### Singles
- 2009: "Lijepa Tena"